# Acridocarpus chloropterus
Acridocarpus chloropterus är en tvåhjärtbladig växtart som beskrevs av Daniel Oliver. Acridocarpus chloropterus ingår i släktet Acridocarpus och familjen Malpighiaceae. Inga underarter finns listade i Catalogue of Life.